# Saison 2 de Les Experts : Vegas
Chronologie
Saison 1 Saison 3
Cet article présente le guide des épisodes de la deuxième saison de la série télévisée américaine Les Experts : Vegas (CSI: Vegas).

## Distribution

### Acteurs principaux
- Paula Newsome (VF : Virginie Emane) : Maxine « Max » Roby
- Matt Lauria (VF : Jim Redler) : Joshua « Josh » Folsom
- Mandeep Dhillon (en) (VF : Caroline Mozzone) : Allie Rajan
- Marg Helgenberger (VF : Emmanuèle Bondeville) : Catherine Willows
- Jay Lee (VF : Hugo Brunswick) : Christopher « Chris » Park
- Lex Medlin (en) (VF : Eric Marchal) : Beau Finado
- Ariana Guerra (VF : Esthèle Dumand) : Serena Chavez

### Acteurs récurrents
- Eric Szmanda : Greg Sanders (3 épisodes)
- Katie Stevens : Lindsey Willows (épisode 4)
- Sarah Gilman (VF : Charlyne Pestel) : Penny Gill (10 épisodes)
- Sara Amini (VF : Ségolène Alunni) : Sonya Nikolayevich (11 épisodes)
- Luke Tennie (VF : Jean-Michel Vaubien) : Bryan Roby (4 épisodes)
- Joel Johnstone : Jack Nikolayevich (8 épisodes)
- Kathleen Wilhoite : Dr Diane Auerbach (4 épisodes)
- Derek Webster : Dr Milton Hudson (6 épisodes)
- Sue Zen Chew : Grace Huang (4 épisodes)
- Daniel di Tomasso (VF : Nicolas Djermag) : Trey (4 épisodes)
- Sherri Saum (VF : Jessica Jaouiche) : Jodi Wallach (3 épisodes)

### Invités
- Rob Morgan : Daniel Jordan (2 épisodes)
- J.P. Manoux : Gene Farrow (2 épisodes)
- Joe Gillette : Alan Herskovitz (2 épisodes)
- Patrick Cage (VF : Jean-Michel Vaubien) : Lamont Moore (2 épisodes)
- Nanrisa Lee (VF : Yumi Fujimori) : Procureure Lauren Tate (épisode 8)
- Emily Althaus : Molly Tate (2 épisodes)
- Stephen Friedrich : Ted Hester (2 épisodes)
- Tony Winters : Frank (2 épisodes)
- Goran Ivanovski : Mikel Koslov (2 épisodes)
- Alberto Frezza : Albert Santoni (épisode 6)

## Liste des épisodes
1. Elle n'est plus là
2. Une maison vraiment hantée
3. Histoire d'un fusil
4. Koala
5. Sur le sentier de la mort
6. De sang glacial
7. Incendie vengeur
8. Une touche de grâce
9. Dans la pièce blanche
10. Globes oculaires
11. Bracelet souvenir
12. Quand la poussière retombe
13. Découverte majeure
14. La Troisième fois sera la bonne
15. Suie et poussière
16. Tout le monde tombe
17. La Promesse
18. C'est de la bombe
19. Une vie d'horreur
20. Vague de pistaches
21. Paroles d'un mourant

### Épisode 1:Elle n'est plus là
- États-Unis : 29 septembre 2022 sur CBS
- Belgique : 5 mai 2023 sur RTL-TVI
- France : 2023 sur Canal+

- États-Unis : 3,19 millions de téléspectateurs[1]

- BZ Cullins : Michael Ellis
- Davey Johnson : Tomas
- Mary Alyce Kania : Infirmière
- Devyn LaBella : Lynn Zobrist
- Patricia T. Atkinson : Gagnante de la machine à sous
- Katrina Currow : Danseuse
- Dani Reeves : Danseuse

### Épisode 2:Une maison vraiment hantée
- États-Unis : 6 octobre 2022 sur CBS
- Belgique : 5 mai 2023 sur RTL-TVI
- France : 2023 sur Canal+

- États-Unis : 3.24 millions de téléspectateurs[2]

- Tom Parker (VF : Laurent Morteau) : Lue Jasper
- Francesca Ling : Elena Tran
- Elise Marie Dubois : Femme à la tronçonneuse
- Christopher Gerse : Homme avec les menottes
- Ariana Raygoza (VF : Thaïs Laurent) : Emo #1
- Alejandro De Anda : Emo #2
- Aviva Brandes : Machiniste
- Akilah Hotep : Superviseure
- Brian Yang : Benjamin
- D.C. Douglas : Rob Carter
- Alessandro Garcia : Paul Reese
- Patricia T. Atkinson : Fêtarde
- Larry W. Bowen : Invité de l'hôtel
- Ashley Clark : Serveuse de cocktail
- Filipp Degtjarjov : Joueur
- Owen Szabo : Tim Harker

### Épisode 3:Histoire d'un fusil
- États-Unis : 13 octobre 2022 sur CBS
- Belgique : 5 mai 2023 sur RTL-TVI
- France : 2023 sur Canal+

- États-Unis : 3.24 millions de téléspectateurs[3]

- Chris Sheffield : Robbie Downs
- Dendrie Taylor (VF : Laurence Charpentier) : Theresa Clinton
- Genesis Corvo : Amy
- Samuel Parker : Cash
- Joey Marie Urbina : Mindy
- Xander Taylor : Conducteur adolescent
- Santiago Veizaga : Adolescent mince
- Michael Thomas Santos : Brute
- Andrew Steven Hernandez : Adolescent défoncé
- Ken Ivy : Adolescent concerné

### Épisode 4:Koala
- États-Unis : 20 octobre 2022 sur CBS
- Belgique : 12 mai 2023 sur RTL-TVI
- France : 2023 sur Canal+

- États-Unis : 3.61 millions de téléspectateurs[4]

- Melissa Saint-Amand (VF : Peggy Martineau) : Lucia Marshman
- Michael Trotter (VF : Alessandro Gazzara) : Justin Einsteen
- Jonathan R. Freeman (VF : Max Geller) : Edwards Allen
- Shelley Robertson	Shelley Robertson : Officier du SPC Mary Philippen
- Kimberlee Kidd : Darcy
- Wil J. Jackson : Officier en chef
- Samuel Davis : Médecin
- Carol Hoyt : Mme Geice
- Joseph Callari : M. Geice
- Walker Barnes : Adolescent
- Kate Cochran : Rachel Marshman
- Michelle DeMond : Juliet Geice
- Jeff Jocoy : Officier du LVPD

### Épisode 5:Sur le sentier de la mort
- États-Unis : 27 octobre 2022 sur CBS
- Belgique : 12 mai 2023 sur RTL-TVI
- France : 2023 sur Canal+

- États-Unis : 3.57 millions de téléspectateurs[5]

- Christian Navarro (VF : Jonathan Amram) : Luther Canal
- William Allen Young (VF : Jean-Paul Pitolin) : Professeur Gene Morrow
- Amanda Tavarez (VF : Marine Lemonnier) : Monica Jessop
- David Gibson (VF : Antoine David-Calvet) : Dr Frank Parish
- A.J. Tannen : Roland Woodall
- Jon Briddell (VF : Arnaud Arbessier) : Agent Arthur Fenwick
- Kat Purgal : Veronica Nix
- Richard Whiten : Benny
- Frank Baroq : Mario Alban
- Danielle Lima : Étudiante diplômé

### Épisode 6:De sang glacial
- États-Unis : 3 novembre 2022 sur CBS
- Belgique : 19 mai 2023 sur RTL-TVI
- France : 2023 sur Canal+

- États-Unis : 3.14 millions de téléspectateurs[6]

- Rushi Kota : Damien Pak
- Kara Royster : Valerie Bianco
- Christy St. John (VF : Violaine Khal) : Holly
- Sandra Valladares : Line Cook
- Andrew Miller : Dario

### Épisode 7:Incendie vengeur
- États-Unis : 10 novembre 2022 sur CBS
- Belgique : 19 mai 2023 sur RTL-TVI
- France : 2023 sur Canal+

- États-Unis : 3.46 millions de téléspectateurs[7]

- Robert Picardo : Carlo Rey
- Cyd Strittmatter : Eleanor Wilton
- Brady Hender : Simon

### Épisode 8:Une touche de grâce
- États-Unis : 8 décembre 2022 sur CBS
- Belgique : 2 juin 2023 sur RTL-TVI
- France : 2023 sur Canal+

- États-Unis : 3.27 millions de téléspectateurs[8]

- Sumalee Montano (VF : Nayéli Forest) : Jennifer Huang
- T.J. Ramini : Rick Aziz
- Imelda Corcoran : Phyllis Dupont
- Veronika Dash : Katya
- Nikola Djuricko : Alexander Novik
- Braxton Hale : Anton
- Orlando Rios : Paramédical
- Joy Jacobson : Assistante

### Épisode 9:Dans la pièce blanche
- États-Unis : 15 décembre 2022 sur CBS
- Belgique : 2 juin 2023 sur RTL-TVI
- France : 2023 sur Canal+

- États-Unis : 3.48 millions de téléspectateurs[9]

- Jordan M. Cox : Richard Sloan
- Karen Strassman (VF : Dominique Lelong) : Prudence Perlmutter
- Michael Sasaki : Grant Winslow
- Justin Dray : Derek Smith
- Ronin Lee : Clarence Mosley

### Épisode 10:Globes oculaires
- États-Unis : 5 janvier 2023 sur CBS
- Belgique : 9 juin 2023 sur RTL-TVI

- États-Unis : 3.36 millions de téléspectateurs[10]

- Connor Price : Vincent
- Zach Tinker : Warren Bart
- Tish Daniels : Forgeronne
- Madison Lewis : Kristen
- Riley Lewis : Kristen
- Ruben Vernier : Kristen
- Scott H. Nicholson : Chorégraphe
- Mao Kawakami : Danseur #1
- Rim Taya Shawki : Danseur #2
- Cecile Cubiló : Ana

### Épisode 11:Bracelet souvenir
- États-Unis : 12 janvier 2023 sur CBS
- Belgique : 9 juin 2023 sur RTL-TVI

- États-Unis : 3.43 millions de téléspectateurs[11]

- Henry Joseph Samiri : Michael
- Mark Engelhardt : Pete Trask
- Missy Yager : Mary Trask
- Hilda Boulware : Ruth
- Reid Emmons : Sam
- John Garet Stoker : Jake
- Tristan Cunningham : Agent du SPC

### Épisode 12:Quand la poussière retombe
- États-Unis : 2 février 2023 sur CBS
- Belgique : 16 juin 2023 sur RTL-TVI

- États-Unis : 3.80 millions de téléspectateurs[12]

- Chris Williams : Ken Yacoob
- Shelli Boone : Mimi Khan
- Nina Millin : Heather Glass
- Tiffany C. Adams : Sasha Khan
- Zoe Petrescu : Hannah
- Adria Petrescu : Hannah
- Capri-Antoine Vaillancourt : William
- Luis Avila : Nick
- Ashley Amato : Nicky
- Nicole Dele : Nicole
- Shelby Shea : Joueuse de pickleball

### Épisode 13:Découverte majeure
- États-Unis : 9 février 2023 sur CBS
- Belgique : 16 juin 2023 sur RTL-TVI

- États-Unis : 3.82 millions de téléspectateurs[13]

- Arye Gross : Dr Logan MacArthur
- Shelly Bhalla : Dr Laura Qadiri
- Jud Tylor : Rose Cantwell
- Michael Demarco : Tad
- Mike Kopera : Harrison Cantwell
- Tom Beyer : Guide du prospecteur
- Steve Mazurek : Pop
- Jason Boegh : Papa
- Mia Davila : Fille adolescente
- Brody Schaffer : Billy
- David Moskowitz : Voisin curieux

### Épisode 14:La Troisième fois sera la bonne
- États-Unis : 16 février 2023 sur CBS
- Belgique : 7 mars 2025[14] sur RTL-TVI

- États-Unis : 2.93 millions de téléspectateurs[15]

- Brandon Keener : Jason Ketchum
- Abigail Marlowe : Sheila Webber
- Aaron Blakely : Michael Webber
- Sandra Hinojosa : Rita Debenedetto
- Anthony Fernandez : Calvin Dupree
- David Perez : Ambulancier #1
- Elsa Marquez : Ambulancière #2
- Tristan Marcus : Policier
- Niki S. Taylor : Fan excité
- Jesse Bluecloud Campbell : Compétiteur no 29
- Natalie J. Davis : Danseuse
- Tatiana Turan : Danseuse

### Épisode 15:Suie et poussière
- États-Unis : 2 mars 2023 sur CBS
- Belgique : 7 mars 2025 sur RTL-TVI

- États-Unis : 3.21 millions de téléspectateurs[16]

- Eric Allan Kramer : Bob Auerbach
- Bryan Michael Nunez : Diego Montoya
- Adrian Favela : Juan Carlos Estrada
- Indie DesRoches : Petit garçon

### Épisode 16:Tout le monde tombe
- États-Unis : 9 mars 2023 sur CBS
- Belgique : prochainement sur RTL-TVI

- États-Unis : 3.34 millions de téléspectateurs[17]

- Darri Ingolfsson : Ronald Edward Winter
- Mark Atteberry : Ronald Winter Sr.
- Kathe Mazur : Mme Tate
- Andrew Hwang : Médecin
- Alyma Dorsey : Ambulancière
- Alfretz Costelo : Teinturier
- Shaun Dixon : Garçon

### Épisode 17:La Promesse
- États-Unis : 30 mars 2023 sur CBS
- Belgique : prochainement sur RTL-TVI

- États-Unis : 3.26 millions de téléspectateurs[18]

- Judy Kain : Dr Heather Chumani
- Brady Smith : Jeremiah Beck
- Regina Taylor : Raquel Williams
- Zion Broadnax : Phoebe Williams
- Dani Woodson : Raquel Williams (jeune)
- Dar Dixon : Glenn Jones
- Michael Andrew Baker : Marv Haggis
- Curtis Nelson II : Pasteur
- Ruben Dario : Responsable des officiers
- Juan M. Fernández : Journaliste
- Minita Gandhi : Chirurgienne du Desert Palm
- Valentina Guerra : Infirmière de garde

### Épisode 18:C'est de la bombe
- États-Unis : 13 avril 2023 sur CBS

- États-Unis : 3.39 millions de téléspectateurs[19]

- Randy Oglesby (en) : Ralph Cicero
- Jessi Case : Haley Flynn
- Rosslyn Luke : Stacey
- Audi Resendez : Shandara Roberts
- Bryan Marcos : Van Marlowe
- Sol Romo : Rhonda Alvarez
- Rick Gifford : Sergent Wilcox
- Britt George : Bart Flynn
- Michael Otis : Clint Farley
- Nancy De Mayo : Avocat
- Horecee St. Cyr : Croupier
- Natasha Makin : Ambulancière
- Arsenio Castellanos : Protestant #1

### Épisode 19:Une vie d'horreur
- États-Unis : 4 mai 2023 sur CBS

- États-Unis : 3.18 millions de téléspectateurs[20]

- Michael Bofshever : Dr Franklin
- Lolita Davidovich : Jeannette Folsom
- Brea Bee : Shelly Walker
- Jeff Lewis : Nestor « Nosferatu » Crane
- Mei Pak : Patricia Ryden
- Kerwin Vino Thompson : William « Gore » Williamson
- Steve Mize : Riche propriétaire
- Keith Walker : Joggeur
- David Young Lee : Concierge
- Leo Seo : Policier #1
- Sandra Lee Gimpel : Joan Farrow (non créditée)

### Épisode 20:Vague de pistaches
- États-Unis : 11 mai 2023 sur CBS

- États-Unis : 3.28 millions de téléspectateurs[21]

- Makyra Alexander : Gabi Sandoval
- Giavani Cairo : Ned Kirby
- Lisa LoCicero : Tawny Tyler
- Lawrence A. Mandley : Larry Torres
- Jared Wernick : Kevin
- Natalee Linez : Autumn Skye
- Lolita Davidovich : Jeannette Folsom
- Ross Partridge : Mark Ivanishvili
- Al Coronel : Chip Tyler
- Kari Nicolle : Zoey Snyder
- Jerry Ying : Sergent Artie Liu

### Épisode 21:Paroles d'un mourant
- États-Unis : 18 mai 2023 sur CBS

- États-Unis : 2.76 millions de téléspectateurs[22]

- Shane Callahan : Kahn Schefter
- Lolita Davidovich : Jeannette Folsom
- Caden Dragomer : Jeune Josh Folsom
- Erica Piccininni : Jeune Jeannette Folsom
- Kevin Fonteyne : Jared Ott
- Kevin Brief : Grand-père Tyler
- Rhys Becker : Jeune Trey
- David Carrera : Père
- Sophie Cook : Danseuse